# サウール・ココ
サウール・ココ（Saúl Coco）ことサウール・バシリオ・ココ＝バッシー・オウビーニャ（Saúl Basilio Coco-Bassey Oubiña、1999年2月9日 - ）は、スペイン・カナリア諸島州ランサローテ出身のサッカー選手。トリノFC所属。ポジションはDF。

## クラブ経歴
アマチュアサッカー選手だった赤道ギニア人の父とスペイン人の母の下に生まれ、UDラス・パルマスとRCDエスパニョールのカンテラで育成された	
。エスパニョールではプロ契約締結にまで至ったが、トップチームデビューは果たせなかったため、2019年7月18日、カンテラ時代の古巣UDラス・パルマスのCチームへ移籍した。
2020年12月17日、コパ・デル・レイのCDバレア戦にて途中交代でラス・パルマスのトップチームデビューを果たした。
2024年7月17日、トリノFCに4年契約で移籍した。

## 代表経歴
2017年9月3日、ベナン代表との親善試合にて赤道ギニア代表での初キャップを記録した。なお、デビュー当時、プロデビューは未経験という異例の出場となった。